# Sebastiano Richiardi
Sebastiano Richiardi (Lanzo, 26 febbraio 1834 – Marina di Pisa, 1904) è stato un anatomista e zoologo italiano.

## Biografia
Studiò Anatomia e Fisiologia a Pisa, e si laureò in Storia Naturale all'Università di Torino nel 1860.
Nel 1861 divenne professore di Anatomia Comparata all'Università di Bologna e nel 1871, ricoprì la stessa cattedra all'Università di Pisa.
Fu Magnifico Rettore dell'Università di Pisa tra il 1891 e il 1893.
Una sua collezione di vertebrati e invertebrati è conservata presso il Museo di Storia Naturale di Pisa.

## Pubblicazioni
- Richiardi. Glandole di Meibomio - Annali universali di medicina e chirurgia (1878 lug, Serie 1, Volume 246, Fascicolo 7), su emeroteca.braidense.it.